# Генеральні штати 1789
Генеральні штати 1789 року (фр. États généraux de 1789) — це Генеральні штати Королівства Франція, які були скликані королем Франції та Наварви Людовіком XVI. Вони складалися майже із 1139 депутатів, обраних у від кожного зі станів відповідно, до загальних положень від 24 січня 1789 року.
Генеральні штати 1789 року, були першими Генеральними штати королівства від 1614 року. Вони також були останніми за доби Старого порядку. Король скликав для врегулювання фінансової кризи представників трьох станів: духовенства, шляхти та непривілейовану частина суспільства — третій стан.

## Історія
Генеральні штати розпочали перше засідання у Версалі, 5 травня 1789 року. Засідання тривали кілька тижнів (травень-червень 1789 роки), але не змогли вирішити навіть першого питання порядку денного — про те, як проводити голосування: постановою (пропозиція короля), що дало б перевагу першим двом станам, або всім разом, що дало б перевага Третьому стану. В результаті Третій стан 17 червня сформував Національні установчі збори і закликав два інших стани приєднатися до нього.
Після провалу королівської сесії, 23 червня Людовік XVI наказав депутатським палатам перших двох станів — духовенству та знаті — приєднатися до третього стану. Після присяги Національні установчі збори складовою французької держави. Людовік XVI визнав її лише через 3 місяці, тоді ж він прийняв Декларацію прав людини і громадянина.